# Bob Berridge
Bob Berridge (ur. 13 września 1956 roku w Middlesborough) – brytyjski kierowca wyścigowy.

## Kariera
Berridge rozpoczął karierę w międzynarodowych wyścigach samochodowych w 1988 roku od startów w Brytyjskiej Formule 3, gdzie jednak nie zdobywał punktów. W późniejszych latach Brytyjczyk pojawiał się także w stawce British Touring Car Championship, Historycznej Formuły 1, FIA Sportscar Championship, American Le Mans Series, Le Mans Endurance Series, 24-godzinnego wyścigu Le Mans, Le Mans Series, Group C Racing oraz British GT Championship.

## Wyniki w 24h Le Mans
| Rok  | Zespół                         | Partnerzy                    | Samochód         | Klasa | Okr. | Poz. | Klasa Pos. |
| ---- | ------------------------------ | ---------------------------- | ---------------- | ----- | ---- | ---- | ---------- |
| 2004 | Chamberlain-Synergy Motorsport | Michael Caine Chris Stockton | TVR Tuscan T400R | GT    | 300  | 21   | 8          |
| 2005 | Chamberlain-Synergy Motorsport | Gareth Evans Peter Owen      | Lola B05/40-AER  | LMP2  | 30   | NU   | NU         |
| 2006 | Chamberlain-Synergy Motorsport | Gareth Evans Peter Owen      | Lola B06/10-AER  | LMP1  | 267  | NS   | NS         |
| 2007 | Chamberlain-Synergy Motorsport | Gareth Evans Peter Owen      | Lola B06/10-AER  | LMP1  | 310  | 20   | 7          |
| 2008 | Chamberlain-Synergy Motorsport | Gareth Evans Amanda Stretton | Lola B06/10-AER  | LMP1  | 87   | NU   | NU         |